# Ronde van Italië 2012/Zestiende etappe
De vijftiende etappe van de Ronde van Italië 2012 werd verreden op 22 mei van Limone sul Garda naar Pfalzen. Het was een heuvelrit over een afstand van 174 km.

## Verloop
Ion Izagirre heeft de zestiende etappe in deze Giro d'Italia gewonnen. Na een lange vlucht won hij voor Alessandro De Marchi en Stef Clement. In het peloton bleven de klassementsrenners elkaar aankijken, waardoor Joaquin Rodriguez in het bezit blijft van de roze leiderstrui.
De ze rit kende een vlugge start waarin in het eerste uur bijna 50 km werden afgelegd. Toen ontstond er een vluchtgroep van tien renners. In dit internationale gezelschap zaten : Alessandro De Marchi, Mathias Frank, Jon Izagirre, Luca Mazzanti, Lars Bak, Nikolas Maes, José Herrada, Stef Clement, Matthias Brändle en Manuele Boaro. Ze liepen tot 12 minuten uit. In de laatste klim ontstond onenigheid in het groepje. Herrada schoot weg en Izagirre ging er achter en er over. Clement, Mazzanti en Brändle moesten afhaken. Izagirre, achternagezeten door Herrada, De Marchi en Frank, liep steeds verder uit en behaalde zo zijn eerste grote zege. Clement kwam nog flink opzetten, maar moest met plaats drie genoegen nemen.

## Rituitslag
| Limone sul Garda naar Pfalzen (174 km) |                      |                              |          |
| Plaats                                 | Naam                 | Ploeg                        | Tijd     |
| Winnaar                                | Jon Izagirre         | Euskaltel-Euskadi            | 4u02'00" |
| 2                                      | Alessandro De Marchi | Androni Giocattoli-Venezuela | +16"     |
| 3                                      | Stef Clement         | Rabobank                     | z.t.     |
| 4                                      | Mathias Frank        | BMC Racing Team              | +19"     |
| 5                                      | José Herrada         | Team Movistar                | +21"     |
| 6                                      | Manuele Boaro        | Team Saxo Bank               | +37"     |
| 7                                      | Matthias Brändle     | Team NetApp                  | +43"     |
| 8                                      | Nikolas Maes         | Omega Pharma-Quick Step      | +45"     |
| 9                                      | Lars Bak             | Lotto-Belisol                | z.t.     |
| 10                                     | Luca Mazzanti        | Farnese Vini-Selle Italia    | +48"     |

## Klassementen
| Algemeen klassement |                    |                         |           |
| Plaats              | Naam               | Ploeg                   | Tijd      |
| Roze trui           | Joaquim Rodríguez  | Team Katjoesja          | 69u22'04" |
| 2                   | Ryder Hesjedal     | Team Garmin-Barracuda   | +30"      |
| 3                   | Ivan Basso         | Liquigas-Cannondale     | +1'22"    |
| 4                   | Paolo Tiralongo    | Astana Pro Team         | +1'26"    |
| 5                   | Roman Kreuziger    | Astana Pro Team         | +1'27"    |
| 6                   | Michele Scarponi   | Lampre-ISD              | +1'36"    |
| 7                   | Beñat Intxausti    | Team Movistar           | +1'42"    |
| 8                   | Sergio Henao       | Sky ProCycling          | +1'55"    |
| 9                   | Dario Cataldo      | Omega Pharma-Quick Step | +2'12"    |
| 10                  | Sandy Casar        | FDJ-BigMat              | +2'13"    |
| 11                  | Rigoberto Urán     | Sky ProCycling          | +2'56"    |
| 12                  | Thomas De Gendt    | Vacansoleil-DCM         | +3'16"    |
| 13                  | Domenico Pozzovivo | Colnago-CSF Inox        | +3'17"    |
| 14                  | Johann Tschopp     | BMC Racing Team         | +3'24"    |
| 15                  | John Gadret        | AG2R-La Mondiale        | z.t.      |
| 16                  | Daniel Moreno      | Team Katjoesja          | +3'33"    |
| 17                  | Damiano Cunego     | Lampre-ISD              | +3'45"    |
| 18                  | Mikel Nieve        | Euskaltel-Euskadi       | +4'20"    |
| 19                  | Gianluca Brambilla | Colnago-CSF Inox        | +4'45"    |
| 20                  | Sergio Pardilla    | Team Movistar           | +5'31"    |
|                     |                    |                         |           |
| 30                  | Tom Slagter        | Rabobank                | +10'48"   |

| Puntenklassement |                   |                       |        |
| Plaats           | Naam              | Ploeg                 | Punten |
| Rode trui        | Mark Cavendish    | Sky ProCycling        | 110    |
| 2                | Joaquim Rodríguez | Team Katjoesja        | 84     |
| 3                | Ryder Hesjedal    | Team Garmin-Barracuda | 56     |
|                  |                   |                       |        |
| 7                | Martijn Keizer    | Vacansoleil-DCM       | 48     |
| 24               | Thomas De Gendt   | Vacansoleil-DCM       | 27     |

| Bergklassement |                  |                           |        |
| Plaats         | Naam             | Ploeg                     | Punten |
| Blauwe trui    | Matteo Rabottini | Farnese Vini–Selle Italia | 41     |
| 2              | Michał Gołaś     | Omega Pharma-Quick Step   | 34     |
| 3              | Andrey Amador    | Team Movistar             | 28     |
|                |                  |                           |        |
| 11             | Jan Bakelants    | RadioShack-Nissan-Trek    | 9      |
| 26             | Martijn Keizer   | Vacansoleil-DCM           | 4      |

| Jongerenklassement |                    |                         |           |
| Plaats             | Naam               | Ploeg                   | Tijd      |
| Witte trui         | Sergio Henao       | Sky ProCycling          | 69u23'59" |
| 2                  | Rigoberto Urán     | Sky ProCycling          | +1'01"    |
| 3                  | Gianluca Brambilla | Colnago-CSF Inox        | +2'50"    |
|                    |                    |                         |           |
| 5                  | Tom Slagter        | Rabobank                | +8'53"    |
| 15                 | Julien Vermote     | Omega Pharma-Quick Step | +1u13'12" |

| Ploegenklassement |                 |            |
| Plaats            | Ploeg           | Tijd       |
|                   | Team Movistar   | 206u52'22" |
| 2                 | Astana Pro Team | +8'46"     |
| 3                 | BMC Racing Team | +9'24"     |

1e etappe ·
2e etappe ·
3e etappe ·
4e etappe ·
5e etappe ·
6e etappe ·
7e etappe ·
8e etappe ·
9e etappe ·
10e etappe ·
11e etappe ·
12e etappe ·
13e etappe ·
14e etappe ·
15e etappe ·
16e etappe ·
17e etappe ·
18e etappe ·
19e etappe ·
20e etappe ·
21e etappe
Startlijst · Eindstanden · Afbeeldingen